# Filmografia di Harold Lloyd

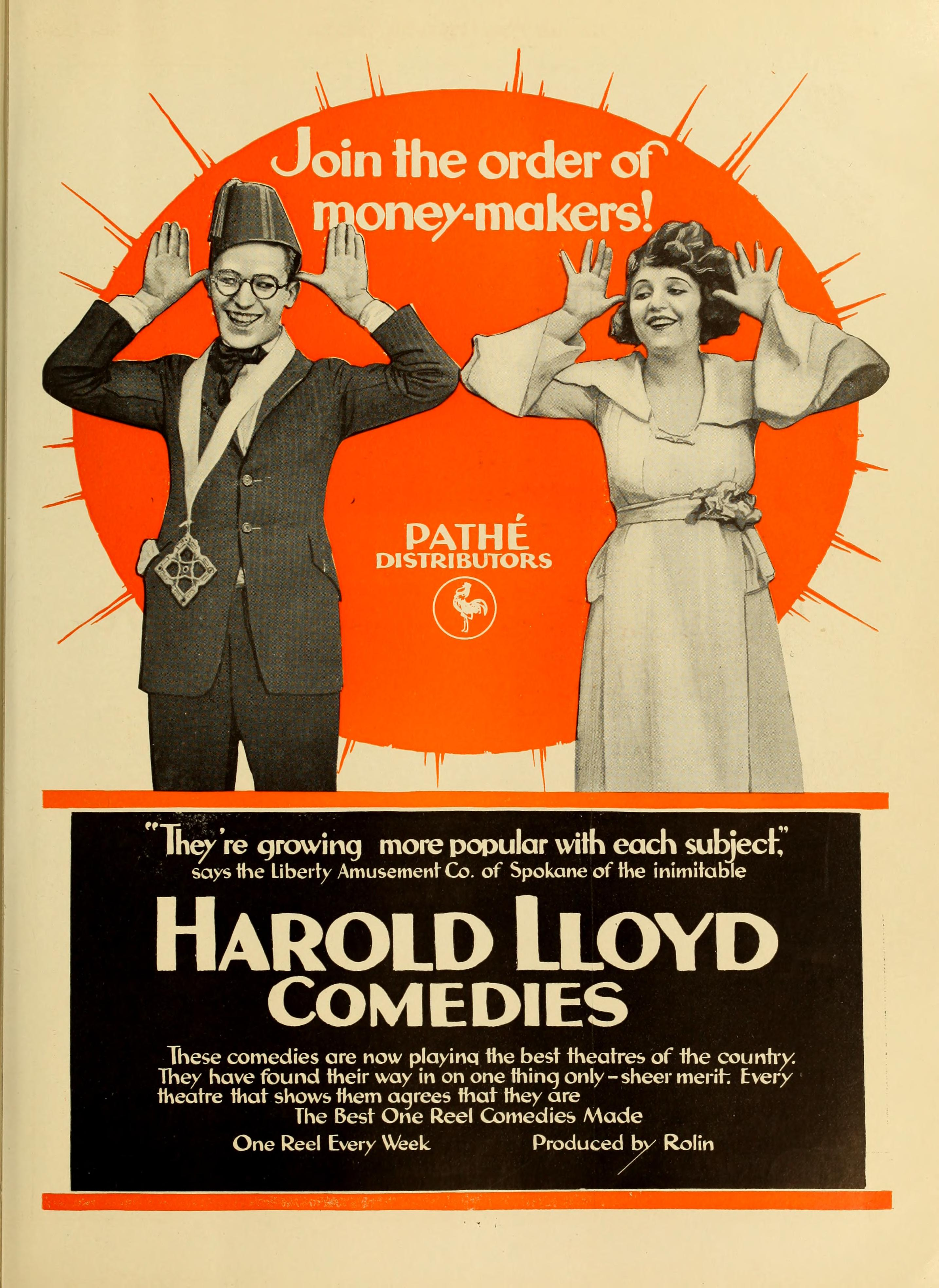
Pubblicità (1919)

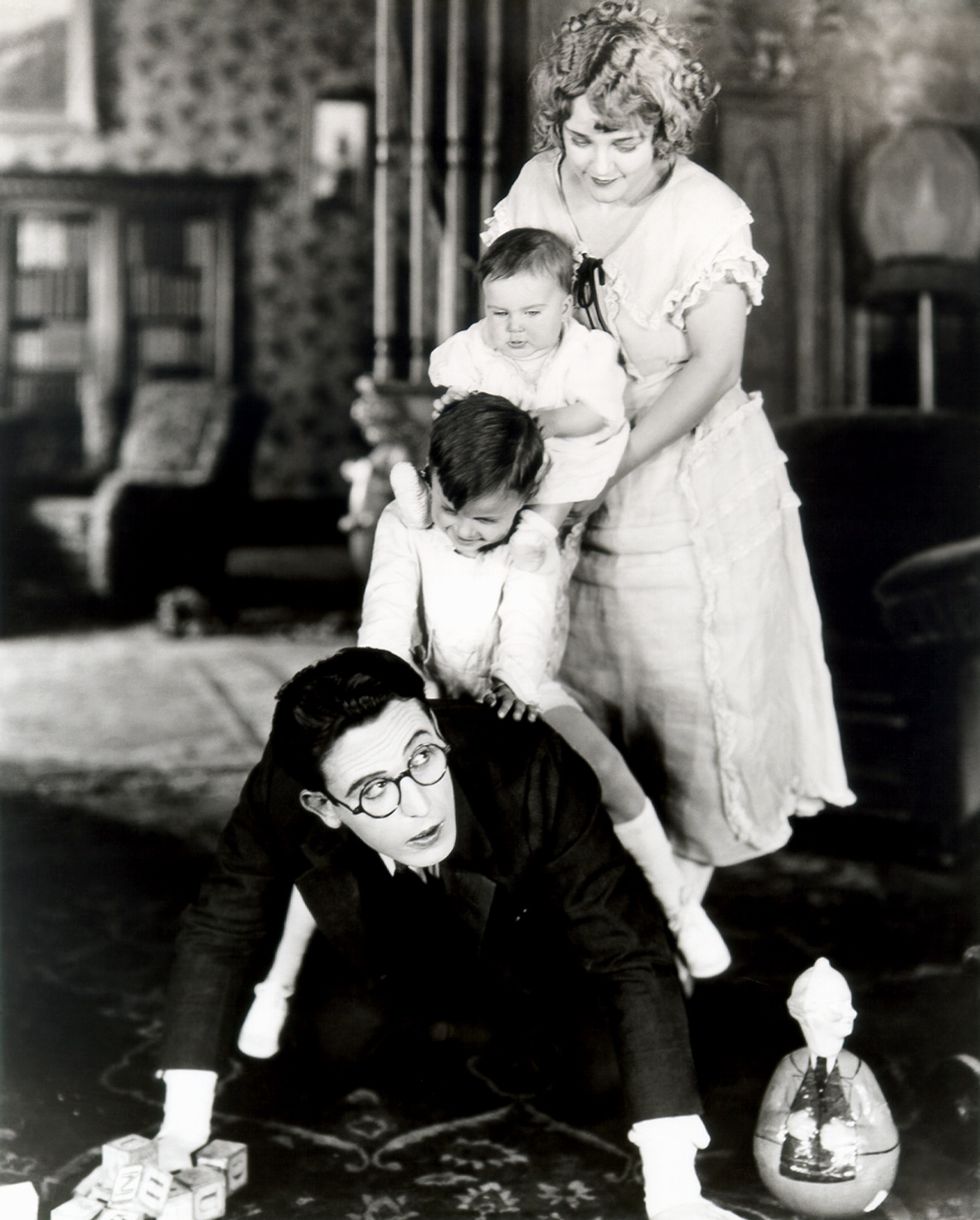
Harold Lloyd in Lo faccio io!, uno dei suoi cortometraggi degli anni '20

La seguente è la lista dei film di Harold Lloyd. Molti di questi sono conservati in vari archivi in tutto il mondo. Altri sono disponibili in DVD o Blu-ray. Molti dei primi cortometraggi di Lloyd andarono distrutti in un incendio nell'estate del 1943. Egli conservò i sopravvissuti, che sono arrivati a noi in perfette condizioni.

## Primi film

### 1913
- The Old Monk's Tale (non accreditato), regia di J. Searle Dawley
- The Twelfth Juror (non accreditato), regia di George Lessey
- Cupid in a Dental Parlor (non accreditato), regia di Henry Lehrman
- Hulda of Holland (non accreditato), regia di J. Searle Dawley
- His Chum the Baron (non accreditato), regia di Mack Sennett
- A Little Hero (non accreditato), regia di Mack Sennett
- Rory o' the Bogs (non accreditato), regia di J. Farrell MacDonald

### 1914
- Twixt Love and Fire (non confermato), regia di George Nichols - con Roscoe Arbuckle (1914)
- Sealed Orders (non accreditato) (1914)
- Samson (non accreditato), regia di J. Farrell MacDonald (1914)
- The Sandhill Lovers (come Hal Lloyd)
- The Patchwork Girl of Oz (non accreditato), regia di J. Farrell MacDonald (1914)

### 1915
- Beyond His Fondest Hopes (non confermato), regia di Hal Roach
- Pete, the Pedal Polisher (non confermato), regia di Hal Roach
- Close-Cropped Clippings (non confermato), regia di Hal Roach
- Hogan's Romance Upset (non accreditato), regia di Charles Avery
- Willie Runs the Park - come Willie Work, regia di Hal Roach - PERDUTO
- Just Nuts - come Willie Work, regia di Hal Roach
- Love, Loot and Crash (non accreditato), regia di Frank Griffin
- Their Social Splash, regia di Arvid E. Gillstrom e F. Richard Jones
- Miss Fatty's Seaside Lovers, regia di Roscoe Arbuckle
- From Italy's Shores (non accreditato), regia di Otis Turner
- Court House Crooks (non accreditato), regia di Ford Sterling
- The Hungry Actors, regia di Hal Roach
- The Greater Courage (non confermato)
- A Submarine Pirate (non accreditato), regia di Charles Avery e Syd Chaplin

## Lonesome Luke

### 1915
- Spit-Ball Sadie, regia di Hal Roach - PERDUTO
- Terribly Stuck Up (o Lonesome Luke, He Does His Best), regia di Hal Roach - PERDUTO
- A Mixup for Mazie, regia di Hal Roach - PERDUTO
- Some Baby, regia di Hal Roach - PERDUTO
- Fresh from the Farm, regia di Hal Roach - PERDUTO
- Giving Them Fits, regia di Hal Roach
- Bughouse Bellhops, regia di Hal Roach - PERDUTO
- Tinkering with Trouble, regia di Hal Roach - PERDUTO
- Great While It Lasted, regia di Hal Roach - PERDUTO
- Ragtime Snap Shots, regia di Hal Roach - PERDUTO
- A Foozle at the Tee Party, regia di Hal Roach - PERDUTO
- Ruses, Rhymes and Roughnecks, regia di Hal Roach - PERDUTO
- Peculiar Patients' Pranks, regia di Hal Roach
- Lonesome Luke, Social Gangster, regia di J. Farrell MacDonald e Hal Roach - PERDUTO

### 1916
- Lonesome Luke Leans to the Literary, regia di Hal Roach - PERDUTO
- Luke Lugs Luggage, regia di Hal Roach - PERDUTO
- Lonesome Luke Lolls in Luxury, regia di Hal Roach - PERDUTO
- Luke, the Candy Cut-Up, regia di Hal Roach
- Luke Foils the Villain, regia di Hal Roach - PERDUTO
- Luke and the Rural Roughnecks, regia di Hal Roach
- Luke Pipes the Pippins, regia di Hal Roach - PERDUTO
- Lonesome Luke, Circus King, regia di Hal Roach - PERDUTO
- Luke's Double, regia di Hal Roach - PERDUTO
- Them Was the Happy Days!, regia di Hal Roach - PERDUTO
- Luke and the Bomb Throwers, regia di Hal Roach - PERDUTO
- Luke's Late Lunchers, regia di Hal Roach - PERDUTO
- Luke Laughs Last, regia di Hal Roach - PERDUTO
- Luke's Fatal Flivver, regia di Hal Roach - PERDUTO
- Luke's Society Mixup, regia di Hal Roach - PERDUTO
- Luke's Washful Waiting, regia di Hal Roach - PERDUTO
- Luke Rides Roughshod, regia di Hal Roach - PERDUTO
- Luke, Crystal Gazer, regia di Hal Roach
- Luke's Lost Lamb, regia di Hal Roach - PERDUTO
- Luke Does the Midway, regia di Hal Roach -PERDUTO
- Luke Joins the Navy, regia di Hal Roach
- Luke and the Mermaids, regia di Hal Roach - PERDUTO
- Luke's Speedy Club Life, regia di Hal Roach - PERDUTO
- Luke and the Bang-Tails, anche conosciuto col titolo Luke and the Bangtails, regia di Hal Roach
- Luke, the Chauffeur, regia di Hal Roach - PERDUTO
- Luke's Preparedness Preparations, regia di Hal Roach - PERDUTO
- Luke, the Gladiator, regia di Hal Roach - PERDUTO
- Luke, Patient Provider, regia di Hal Roach - PERDUTO
- Luke's Newsie Knockout, regia di Hal Roach - PERDUTO
- Luke's Movie Muddle, anche conosciuto col titolo The Cinema Director, regia di Hal Roach
- Luke, Rank Impersonator, regia di Hal Roach - PERDUTO
- Luke's Fireworks Fizzle, regia di Hal Roach - PERDUTO
- Luke Locates the Loot, regia di Hal Roach
- Luke's Shattered Sleep, regia di Hal Roach

### 1917
- Lonesome Luke's Lovely Rifle - PERDUTO
- Luke's Lost Liberty, regia di Hal Roach - cortometraggio (1917) - PERDUTO
- Luke's Busy Day, regia di Hal Roach - cortometraggio (1917) - PERDUTO
- Luke's Trolley Troubles, regia di Hal Roach - PERDUTO
- Lonesome Luke, Lawyer, regia di Hal Roach - PERDUTO
- Luke Wins Ye Ladye Faire, regia di Hal Roach - PERDUTO
- Lonesome Luke's Lively Life, regia di Hal Roach - PERDUTO
- Lonesome Luke on Tin Can Alley, regia di Hal Roach
- Lonesome Luke's Honeymoon , regia di Hal Roach - PERDUTO
- Lonesome Luke, Plumber, regia di Hal Roach - PERDUTO
- Stop! Luke! Listen!, regia di Hal Roach - PERDUTO
- Lonesome Luke, Messenger, regia di Hal Roach
- Lonesome Luke, Mechanic, regia di Hal Roach - PERDUTO
- Lonesome Luke's Wild Women, regia di Hal Roach
- Lonesome Luke Loses Patients - PERDUTO
- Birds of a Feather - PERDUTO
- From Laramie to London - PERDUTO
- Love, Laughs and Lather - PERDUTO
- Clubs Are Trump, regia di Hal Roach
- We Never Sleep - PERDUTO

## Personaggio con gli Occhiali ("The Boy")

### 1917
- Over the Fence, regia di Harold Lloyd e J. Farrell MacDonald
- Pinched, regia di Harold Lloyd e Gilbert Pratt
- By the Sad Sea Waves, regia di Alfred J. Goulding
- Bliss, regia di Alfred J. Goulding
- Rainbow Island, regia di Billy Gilbert
- The Flirt, regia di Billy Gilbert
- All Aboard, regia di Alfred J. Goulding
- Move On, regia di Billy Gilbert e Gilbert Pratt
- Bashful, regia di Alfred J. Goulding - cortometraggio (1917)
- Step Lively, regia di Alfred J. Goulding - PERDUTO
- The Big Idea, regia di Hal Mohr e Gilbert Pratt

### 1918
- The Tip, regia di Billy Gilbert e Gilbert Pratt
- The Lamb, regia di Harold Lloyd e Gilbert Pratt - PERDUTO
- Hit Him Again, regia di Gilbert Pratt - PERDUTO
- Beat It, regia di Gilbert Pratt
- A Gasoline Wedding, regia di Alfred J. Goulding
- Look Pleasant, Please, regia di Alfred J. Goulding
- Here Come the Girls, regia di Fred Hibbard
- Let's Go, regia di Alfred J. Goulding
- On the Jump, regia di Alfred J. Goulding
- Follow the Crowd, regia di Alfred J. Goulding - PERDUTO
- Pipe the Whiskers, regia di Alfred J. Goulding
- It's a Wild Life, regia di Gilbert Pratt
- Hey There!, regia di Alfred J. Goulding
- Kicked Out, regia di Alfred J. Goulding
- The Non-Stop Kid, regia di Gilbert Pratt
- Two-Gun Gussie, regia di Alfred J. Goulding
- Fireman Save My Child, regia di Alfred J. Goulding
- The City Slicker, regia di Gilbert Pratt
- Sic 'Em, Towser, regia di Gilbert Pratt   - PERDUTO
- Somewhere in Turkey, regia di Alfred J. Goulding
- Are Crooks Dishonest?, regia di Gilbert Pratt - talvolta chiamato erroneamente Doing, Doing, Done
- An Ozark Romance, regia di Alfred J. Goulding
- Kicking the Germ Out of Germany, regia di Alfred J. Goulding - PERDUTO
- That's Him, regia di Gilbert Pratt - PERDUTO
- Bride and Gloom, regia di Alfred J. Goulding - PERDUTO
- Two Scrambled, regia di Gilbert Pratt  - PERDUTO
- Bees in His Bonnet, regia di Gilbert Pratt - PERDUTO
- Swing Your Partners, regia di Alfred J. Goulding
- Why Pick on Me?
- Nothing but Trouble
- Hear 'Em Rave, regia di Gilbert Pratt
- Take a Chance, regia di Alfred J. Goulding
- She Loves Me Not

### 1919
- Wanted - $5,000, regia di Gilbert Pratt - PERDUTO
- Going! Going! Gone!, regia di Gilbert Pratt - PERDUTO
- Ask Father, regia di, non accreditato, Hal Roach (1919)
- On the Fire — conosciuto anche col titolo The Chef, regia di Hal Roach
- I'm on My Way - cortometraggio (1919)
- Look Out Below, regia di Hal Roach
- The Dutiful Dub, regia di Alfred J. Goulding
- Next Aisle Over
- A Sammy in Siberia, regia di Hal Roach
- Just Dropped In, regia di Hal Roach
- Young Mr. Jazz, regia di Hal Roach
- Crack Your Heels, regia di Alfred J. Goulding
- Ring Up the Curtain — conosciuto anche col titolo  Back-Stage!, regia di Alfred J. Goulding
- Si, Senor, regia di Alfred J. Goulding   - PERDUTO
- Before Breakfast, regia di Hal Roach
- The Marathon, regia di Alfred J. Goulding
- Back to the Woods, regia di Hal Roach
- Pistols for Breakfast, regia di Alfred J. Goulding
- Swat the Crook
- Off the Trolley, regia di Alfred J. Goulding
- Spring Fever, regia di Hal Roach
- Billy Blazes, Esq., regia di Hal Roach
- Just Neighbors, regia di Harold Lloyd e Frank Terry
- At the Old Stage Door, regia di Hal Roach
- Never Touched Me, regia di Alfred J. Goulding
- A Jazzed Honeymoon, regia di Hal Roach
- Count Your Change, regia di Alfred J. Goulding
- Chop Suey & Co., regia di Hal Roach
- Heap Big Chief, regia di Alfred J. Goulding
- Don't Shove, regia di Alfred J. Goulding
- Be My Wife, regia di Hal Roach
- The Rajah, regia di Hal Roach - PERDUTO
- He Leads, Others Follow, regia di Vincent Bryan e Hal Roach - PERDUTO
- Soft Money, regia di Vincent Bryan e Hal Roach - PERDUTO
- Count the Votes, regia di Hal Roach - PERDUTO
- Pay Your Dues, regia di Vincent Bryan e Hal Roach
- His Only Father, regia di Hal Roach e Frank Terry - PERDUTO
- Amore e Poesia (Bumping Into Broadway), regia di Hal Roach
- Captain Kidd's Kids, regia di Hal Roach
- From Hand to Mouth, regia di Alfred J. Goulding

### Anni '20
- Il regno di Tulipatan (His Royal Slyness), regia di Hal Roach (1920)
- Il castello incantato (Haunted Spooks), regia di Hal Roach e Alfred J. Goulding (1920)
- Aroldo e i cowboys (An Eastern Westerner), regia di Hal Roach (1920)
- High and Dizzy, regia di Hal Roach (1920)
- Harold e l'automobile (Get Out and Get Under), regia di Hal Roach (1920)
- Number, Please?, regia di Hal Roach (1920)
- Harold balia (Now or Never), regia di Hal Roach e Fred C. Newmeyer (1921)
- Alla conquista di un cuore (Among Those Present), regia di Fred C. Newmeyer (1921)
- Lo faccio io! (I Do), regia di Hal Roach (1921)
- Viaggio in paradiso (Never Weaken), regia di Fred C. Newmeyer (1921)
- Lupo di mare (A Sailor-Made Man), regia di Fred C. Newmeyer (1921)
- Il talismano della nonna (Grandma's Boy), regia di Fred C. Newmeyer (1922)
- Dr. Jack, regia di Fred C. Newmeyer (1922)
- Preferisco l'ascensore! (Safety Last!), regia di Sam Taylor e Fred C. Newmeyer (1923)
- Perché preoccuparsi? (Why Worry?), regia di Sam Taylor e Fred C. Newmeyer (1923)
- Tutte e nessuna (Girl Shy), regia di Sam Taylor e Fred C. Newmeyer (1924)
- Il re degli scapoli (Hot Water), regia di Sam Taylor e Fred C. Newmeyer (1924)
- Viva lo sport (The Freshman), regia di Sam Taylor e Fred C. Newmeyer (1925)
- Il re degli straccioni (For Heaven's Sake), regia di Sam Taylor (1926)
- Il fratello minore (The Kid Brother), regia di Ted Wilde (1927)
- A rotta di collo (Speedy), regia di Ted Wilde (1928)
- Evviva il pericolo! (Welcome Danger), regia di Clyde Bruckman (1929) - è il primo film sonoro di Lloyd

### Anni '30
- Piano coi piedi (Feet First), regia di Clyde Bruckman (1930)
- Follie del cinema (Movie Crazy), regia di Clyde Bruckman (1932)
- Zampa di gatto (The Cat's-Paw), regia di Sam Taylor (1934)
- La via lattea (The Milky Way), regia di Leo McCarey (1936)
- Il prode faraone (Professor Beware), regia di Elliott Nugent (1938)

### Anni '40
- Meglio un mercoledì da leone (The Sin of Harold Diddlebock), regia di Preston Sturges (1947)

### Antologie
- Il mondo di Harold Lloyd (Harold Lloyd's World of Comedy) (1961)
- A rotta di collo (1962)
- Il lato comico della vita (Harold Lloyd Funny Side) (1966)
- Harold Lloyd - The Definitive Collection - Vol. 01 (5 DVD) (2008)
- Harold Lloyd - The Definitive Collection - Vol. 02 (5 DVD) (2008)